# Drosophila serrulata
Drosophila serrulata är en tvåvingeart som beskrevs av Zhang och Masanori Joseph Toda 1995. Drosophila serrulata ingår i släktet Drosophila och familjen daggflugor.
Artens utbredningsområde är Indonesien.